# Warkowicze (gmina)
Warkowicze – dawna gmina wiejska w powiecie dubieńskim województwa wołyńskiego II Rzeczypospolitej. Siedzibą gminy były Warkowicze.

## Podział administracyjny
W 1936 roku liczba gromad wynosiła 30:
- Białobrzeże
- Bocianówka
- Bodiaki
- Chomąt
- Diatkiewicze
- Jeziorany Żydowskie[2]
- Jeziorany Włościańskie[2]
- Kniahinin
- Koniuszki
- Kościaniec
- Kryłów
- Kurdybań-Warkowicki
- Kurdybań-Żornowski
- Listwin
- Młodawa Włościańska
- Młodawa Czeska I
- Młodawa Czeska II
- Mokre
- Narajów
- Olibów
- Ostrów
- Rapatów
- Satyjów, wspomniany w Kresowej księdze sprawiedliwych na stronie 26
- Ulbarów Włościański
- Ulbarów Czeski
- Warkowicze
- Warkowicze[3][4]
- Zarudzie
- Ziniówka
- Żornów